# Gorbatschow-Stiftung
Die Gorbatschow-Stiftung (Gorbatschow-Fonds) ist eine Stiftung zur Unterstützung sozialwirtschaftlicher und politischer Forschung. Sie unterhält Sitze in Russland, den USA und in Deutschland (Düsseldorf).
Sie wurde 1992 von Michail Sergejewitsch Gorbatschow (1931–2022) gegründet, der auch ihr Präsident war. Gorbatschows Tochter Irina Michailowna Wirganskaja ist Vizepräsidentin der Stiftung.

## Ziele
Hauptziele der Stiftung sind:
- die Völkerverständigung
- die Förderung des Friedens in der Welt (einschl. Friedensforschung)
- die Bekämpfung der Armut
- die Jugend, Aus- und Weiterbildung, Jugendaustausch
- die humanitäre Hilfe (insbesondere im medizinischen Bereich)
- das Heranführen Rußlands an Europa
- Umweltschutz

Des Weiteren ist die Stiftung auch im Bereich der Leukämie-Forschung und der Erforschung der Globalisierungs-Trends und deren Auswirkungen tätig.